# Goutte (volume)
Pour les articles homonymes, voir Goutte.
La goutte est une unité de volume. Il y a quatre gouttes différentes :
- La goutte métrique vaut 1/20 ml, soit 0,050 ml ; c'est également la plus connue, on trouve cette mesure quand on fait l'expérience avec de l'eau ou une solution aqueuse.[réf. souhaitée]
- la goutte impériale (minim, symbole min[réf. nécessaire]) est définie comme 1/480 d'once liquide impériale et vaut environ 0,059 193 880 208 333 millilitres ;
- la goutte américaine (minim[réf. nécessaire]) est définie comme 1/480 d'once liquide américaine et vaut exactement 0,061 611 519 921 875 ml ;
- il y a une autre goutte américaine (drop, symbole gtt), qui vaut 1/360 US fl oz ou environ 0,082 148 693 229 167 ml.